# Andreas Holfelt
Andreas Holfelt, född 29 april 1979,  ishockeytränare och tidigare ishockeyspelare. Holfelt inledde sin seniorkarriär med två säsonger i Södertälje SK. Efter att ha fått dåligt med istid där gick han över till Nybro Vikings IF (på den tiden hette de bara Nybro IF) där han blev kvar 12 säsonger som spelare och 6 säsonger som tränare (varav drygt 4 som huvudtränare).
Holfelt spelade när Nybro gick upp i Allsvenskan och samtliga sju säsonger de hade i serien. Totalt blev det 319 matcher i Hockeyallsvenskan och 122 matcher i Hockeyettan. Som tränare fick han leda laget under de ekonomiska svårigheter som uppstod efter försöken att återta platsen i Hockeyallsvenskan. Hans insats blev att lyfta Nybro Vikings från ett krisande lag som kvalade för att hålla sig kvar, till ett som spelade i toppen av Hockeyettan och deltog i playoff. Efter säsongen 2017/2018 beslutade Nybro Vikings att säga upp kontraktet med Holfelt. Kalmar HC erbjöd då en plats som assisterande tränare, som Holfelt först avstod. Den 27 juli tillkännagavs det att han trots allt går in om assisterande tränare för Kalmar HC. När Lenny Eriksson fick sparken hösten 2019 blev Holfelt lagets ordinarie tränare. Efter tre säsonger i KHC sades Holfelt upp och återvände då till Nybro Vikings som tränare i juniorverksamheten.

## Klubbkarriär
| 1995/96 | Södertälje SK J20    | J20 SuperElit     | 26 | 3 | 2  | 5  | 22 | -   |                |    |   |   |   |    |    |
| 1996/97 | Södertälje SK J20    | J20 SuperElit     | 28 | 3 | 3  | 6  | -  | -   |                |    |   |   |   |    |    |
| 1998/99 | Södertälje SK        | Division I        | 19 | 0 | 1  | 1  | 0  | -   | Kvalserien SHL | 1  | 0 | 0 | 0 | 0  | -  |
| 1999/00 | Södertälje SK        | Allsvenskan       | 44 | 3 | 9  | 12 | 20 | 15  | Kvalserien SHL | 10 | 0 | 0 | 0 | 0  | -2 |
| 2000/01 | Nybro IF             | Division 1        | 33 | 7 | 20 | 27 | 39 | -   |                |    |   |   |   |    |    |
| 2001/02 | Nybro IF             | Division 1        | -  | 4 | 16 | 20 | -  | -   | Kvalserien HA  | 9  | 3 | 1 | 4 | 33 | 2  |
| 2002/03 | Nybro Vikings IF     | Allsvenskan       | 39 | 9 | 12 | 21 | 32 | 0   |                |    |   |   |   |    |    |
| 2003/04 | Nybro Vikings IF     | Allsvenskan       | 44 | 4 | 3  | 7  | 56 | -10 | Kval           | 2  | 0 | 0 | 0 | 2  | 1  |
| 2004/05 | Nybro Vikings IF     | Allsvenskan       | 40 | 2 | 14 | 16 | 65 | -11 | Kvalserien HA  | 10 | 2 | 2 | 4 | 10 | 1  |
| 2005/06 | Nybro Vikings IF     | Hockeyallsvenskan | 41 | 6 | 11 | 17 | 28 | -7  |                |    |   |   |   |    |    |
| 2006/07 | Nybro Vikings IF     | Hockeyallsvenskan | 42 | 0 | 11 | 11 | 62 | -10 |                |    |   |   |   |    |    |
| 2007/08 | Nybro Vikings IF J20 | J20 Div.2         | 1  | 1 | 1  | 2  | 0  | -   |                |    |   |   |   |    |    |
| 2007/08 | Nybro Vikings IF     | Hockeyallsvenskan | 30 | 4 | 2  | 6  | 22 | -9  |                |    |   |   |   |    |    |
| 2008/09 | Nybro Vikings IF     | Hockeyallsvenskan | 39 | 1 | 8  | 9  | 50 | -2  | Kvalserien HA  | 10 | 0 | 3 | 3 | 12 | 4  |
| 2009/10 | Nybro Vikings IF     | Division 1        | 18 | 0 | 7  | 7  | 28 | 7   |                |    |   |   |   |    |    |
| 2010/11 | Nybro Vikings IF     | Division 1        | 32 | 0 | 13 | 13 | 59 | 13  | Kval           | 5  | 1 | 1 | 2 | 2  | 3  |
| 2011/12 | Nybro Vikings IF     | Division 1        | 20 | 0 | 3  | 3  | 22 | 8   | Kval           | 2  | 1 | 0 | 1 | 6  | -3 |

## Tränarkarriär
| Säsong  | Klubb                | Liga        | Roll                 | Kommentar                        |
| ------- | -------------------- | ----------- | -------------------- | -------------------------------- |
| 2012/13 | Nybro Vikings IF     | Division 1  | Assisterande tränare |                                  |
| 2013/14 | Nybro Vikings IF     | Division 1  | Huvudtränare         | Tillträdde under pågående säsong |
| 2014/15 | Nybro Vikings IF     | Hockeyettan | Huvudtränare         |                                  |
| 2015/16 | Nybro Vikings IF     | Hockeyettan | Huvudtränare         |                                  |
| 2016/17 | Nybro Vikings IF     | Hockeyettan | Huvudtränare         |                                  |
| 2017/18 | Nybro Vikings IF     | Hockeyettan | Huvudtränare         |                                  |
| 2018/19 | Kalmar HC            | Hockeyettan | Assisterande tränare |                                  |
| 2019/20 | Kalmar HC            | Hockeyettan | Assisterande tränare |                                  |
| 2019/20 | Kalmar HC            | Hockeyettan | Huvudtränare         | Tillsatt i oktober               |
| 2020/21 | Kalmar HC            | Hockeyettan | Huvudtränare         |                                  |
| 2021/22 | Nybro Vikings IF J18 | J18 Div.2   | Assisterande tränare |                                  |
| 2021/22 | Nybro Vikings IF J20 | J20 Div.1   | Huvudtränare         |                                  |
| 2022/23 | Nybro Vikings IF J20 | J20 Div.1   | Huvudtränare         |                                  |